# 小提琴協奏曲 (巴伯)
塞缪尔·巴伯的小提琴协奏曲（第14號作品）於1939年完成。
1939年，巴伯受Samuel Fels的委託而開始創作。1939年夏，作品的前兩個樂章已經在瑞士完成，巴伯希望可以趕上10月1日的交稿期限，不過隨著戰事加劇，他必須離開歐洲，寫作進度也為此推遲。9月1日他回到美國，並且加快了寫作，不過作品的前兩個樂章受到有關方面的批評，終曲樂章則是被原來預計的首演者Iso Briselli認為「份量過輕」且「似乎與其他樂章沒有關聯」。巴伯不願修改自己的音樂，既定的首演也因此取消。原來在1939年12月15日的演出，曲目則是改為德弗乍克的小提琴協奏曲（由奧曼第指揮）。
1940年初，在萊納指揮之下，巴伯的小提琴協奏曲在柯蒂斯音樂學院進行了私下演出。演出似乎相當順利，並且吸引了奧曼第（费城管弦乐团指揮）的注意。1940年2月7日，作品公開首演，獨奏為Albert Spalding，奧曼第指揮費城管弦樂團作伴奏。

## 分析
本曲共三樂章：
1. 快板
2. 行板
3. 無窮動風格的急板

演奏用時约为25分钟。
配器包括长笛、双簧管、单簧管、巴松管、圆号和小号各两把；定音鼓、军鼓、钢琴和弦乐等。依照工具書《管弦樂作品手冊》指示，上述之配器可簡記為"2 2 2 2—2 2 0 0—tmp+1—pf—str"。
第一樂章為快板，具有相當的戲劇性及對比。行板的第二樂章則相對非常抒情，尤其小提琴自身以及樂團雙簧管的旋律異常優美。第三樂章是一齣常動曲，具創意且演奏難度極高，是演奏家及樂團雙方的試金石。

## 录音
该协奏曲已被多位小提琴家录制和演奏，包括奥古斯丁·哈德里奇、路易斯·考夫曼、鲁杰罗·里奇、埃尔玛·奥利维拉、列奥尼德·柯岗、安妮·阿基科·迈耶斯、約夏·貝爾、乔拉·施密特、詹姆斯·埃内斯、希拉里·哈恩、伊扎克·帕尔曼、约翰·达琳，吉尔·沙汉姆和艾萨克·斯特恩等。1964年斯特恩与纽约爱乐乐团由伦纳德·伯恩斯坦指挥的版本是最著名的诠释之一，而1988年迈耶斯与皇家愛樂樂團的录音则受到高度评价。